# مارگارت مک‌دانلد
مارگارت مک‌دانلد (انگلیسی: Margaret MacDonald; ۲۶ فوریهٔ ۱۸۷۳ – ۷ سپتامبر ۱۹۴۸) افسر نظامی و پرستار اهل کانادا بود. وی برندهٔ جوایزی همچون صلیب سرخ سلطنتی شده است. مک‌دانلد یک پرستار نظامی کانادایی بود که در جنگ دوم بوئر و جنگ جهانی اول خدمت می‌کرد. مک دانلد جایگاه ارشد خدمات پرستاری سپاه پزشکی ارتش کانادا را داشت و اولین زنی که به درجه سرگردی در امپراتوری بریتانیا ارتقا یافت و صلیب سرخ سلطنتی (۱۹۱۶) و مدال فلورانس نایتینگل (۱۹۱۸) را دریافت کرد. 
مک دانلد در سال ۱۸۷۳ در خانواده ای ثروتمند و کاتولیک در بیلی بروک، نوا اسکوشیا به دنیا آمد. پدرش صاحب فروشگاه بود و این موضوع فرصتی را برای مک دونالد فراهم کرد که از سنین پایین آموزش ببیند، چیزی که برای دختران آن زمان غیرمعمول بود. مک‌دانلد آموزش‌های خوبی به عنوان یک دختر در آن زمانه دریافت کرد، از جمله خواندن، نوشتن، حساب، جغرافیا و دستور زبان. مادر مک‌دانلد در دوران تربیت او اهمیت زیادی به آموزش داده و نقش زیادی در تحصیل مک‌دانلد و خواهر و برادرانش داشت. پس از فارغ‌التحصیلی، مک دانلد قبل از شروع اولین دوره پرستاری نظامی خود در کشتی نظامی یواس‌اس رلیف در طول جنگ اسپانیا و آمریکا در سال ۱۸۹۸، برای تمرین و کسب تجربه به پاناما رفت.

## اوایل زندگی و تحصیلات
مارگارت مک دانلد در ۲۶ فوریه ۱۸۷۳ در بیلی بروک، شهرستان پیکتو، نوا اسکوشیا، به عنوان سومین فرزند مری الیزابت چیشولم و دونالد سنت دانیل مک دانلد به دنیا آمد. مک دانلد یک روز قبل از تولد ۲۴ سالگی مادرش به دنیا آمد. بین سالهای ۱۸۶۸ و ۱۸۷۹، مری الیزابت یازده فرزند به دنیا آورد که ۹ نفر از آنها تا بزرگسالی زنده ماندند. شش دختر و سه پسر. مک دانلد در یک خانواده نسبتاً ثروتمند کاتولیک به دنیا آمد. هر دو والدین او از اسکاتلندی‌تبار بودند و پدربزرگ و مادربزرگش در اواخر دهه ۱۷۰۰ از اسکاتلند به نوا اسکوشیا مهاجرت کردند. مادر مک دانلد یک خانه‌دار بود و پدرش صاحب یک فروشگاه عمومی در شهر بود. این فروشگاه تنها منبع محصولات کشاورزی منطقه و کالاهای وارداتی از مونترال، ایالات متحده و بریتانیای کبیر بود. این فروشگاه با توجه به استعداد دانلد در امور مالی، منبع درآمد عالی برای خانواده مک دانلد بود و ثروت زیادی برای خانواده به ارمغان آورد. این ثروت خانواده او فرصت‌های زیادی را برای مک دانلد فراهم کرد که برای زنان زمان او غیرمعمول بود. مک دونالد آموزش‌های خوبی برای یک دختر در آن دوره دریافت کرد، از جمله خواندن، نوشتن، حساب، جغرافیا و دستور زبان. مادر مک دونالد در دوران تربیت او اهمیت زیادی به آموزش داد و نقش زیادی در یادگیری مک دانلد و خواهر و برادرانش داشت. این تربیت باعث شد که مک دونالد ارزش زیادی برای آموزش قائل باشد. او بعداً به پرستاری علاقه پیدا کرد. برای دنبال کردن این علاقه، مک دانلد سفر تحصیلی خود را در مدرسه آموزشی بیمارستان خیریه در نیویورک ادامه داد و در آنجا به عنوان پرستار آموزش دید. او در سال ۱۸۹۵ از مدرسه آموزشی بیمارستان خیریه فارغ‌التحصیل شد.